# Synotaxus ecuadorensis
Synotaxus ecuadorensis är en spindelart som beskrevs av Harriet Exline 1950. Synotaxus ecuadorensis ingår i släktet Synotaxus och familjen Synotaxidae. Inga underarter finns listade i Catalogue of Life.